# SS-Rottenführer (FB)
SS-Rottenführer (FB) – najniższy ze stopni wojskowych noszonych przez kandydatów na oficerów w wojskach Waffen-SS. Jego polskim odpowiednikiem jest stopień kaprala podchorążego. Wyższym stopniem był SS-Junker (plutonowy podchorąży).